# Symphostethus
Symphostethus is een geslacht van kevers uit de familie  
kniptorren (Elateridae).
Het geslacht is voor het eerst wetenschappelijk beschreven in 1903 door Schwarz.

## Soorten
Het geslacht omvat de volgende soorten:
- Symphostethus collaris Schwarz, 1903
- Symphostethus humeralis Van Zwaluwenburg, 1948
- Symphostethus malaita Van Zwaluwenburg, 1940
- Symphostethus manni Van Zwaluwenburg, 1940
- Symphostethus pacificus Fleutiaux, 1934
- Symphostethus ruficollis Pjatakawa, 1941